# Сітрес-Гайтс (Каліфорнія)
Сітрес-Гайтс (англ. Citrus Heights) — місто (англ. city) в США, в окрузі Сакраменто штату Каліфорнія. Населення — 87 583 особи (2020).

## Географія
Сітрес-Гайтс розташований за координатами 38°41′41″ пн. ш. 121°17′17″ зх. д. / 38.69472° пн. ш. 121.28806° зх. д. (38.694778, -121.287993).  За даними Бюро перепису населення США в 2010 році місто мало площу 36,85 км², уся площа — суходіл.

## Демографія
Згідно з переписом 2010 року, у місті мешкала 83 301 особа в 32 686 домогосподарствах у складі 20 957 родин. Густота населення становила 2260 осіб/км².  Було 35075 помешкань (952/км²).
Расовий склад населення:
| - 80,3 % — білих - 3,3 % — чорних або афроамериканців - 3,3 % — азіатів - 0,9 % — корінних американців - 0,4 % — вихідців з тихоокеанських островів - 6,4 % — осіб інших рас |

До двох чи більше рас належало 5,4 %. Частка іспаномовних становила 16,5 % від усіх жителів.
За віковим діапазоном населення розподілялося таким чином: 23,1 % — особи молодші 18 років, 63,6 % — особи у віці 18—64 років, 13,3 % — особи у віці 65 років та старші. Медіана віку мешканця становила 36,2 року. На 100 осіб жіночої статі у місті припадало 94,1 чоловіків;  на 100 жінок у віці від 18 років та старших — 91,0 чоловіків також старших 18 років.
Середній дохід на одне домашнє господарство  становив 61 576 доларів США (медіана — 50 047), а середній дохід на одну сім'ю — 69 190 доларів (медіана — 58 727). Медіана доходів становила 45 597 доларів для чоловіків та 40 904 долари для жінок. За межею бідності перебувало 15,4 % осіб, у тому числі 21,7 % дітей у віці до 18 років та 7,6 % осіб у віці 65 років та старших.
Цивільне працевлаштоване населення становило 38 850 осіб. Основні галузі зайнятості: освіта, охорона здоров'я та соціальна допомога — 20,3 %, роздрібна торгівля — 14,2 %, науковці, спеціалісти, менеджери — 11,7 %, мистецтво, розваги та відпочинок — 11,4 %.